# ПУ „Лане” Алексинац
| ПУ „Лане” Алексинац |                                |
|                     |                                |
| Оснивач:            | Општина Алексинац              |
| Основана:           | 1978.                          |
| Седиште:            | Мишићева 1 Алексинац Србија    |
| Веб презентација    | https://www.lanealeksinac.com/ |
| Контакт:            | 018/4-804-827                  |

Предшколска установа „Лане” у Алексинцу је наследник првог државног дечјег забавишта које је почело са радом 1. фебруара 1932. године, при тадашњој Државној народној школи у Алексинцу.

## Историјат
За годину оснивања из Уписника Дечјег забавишта за поменуту годину сазнаје се да је на почетку школске године било уписано педесет и два женска детета и педесет мушке деце. Прва забавиља, како су се у то време називале васпитачице, била је Јелена Главашки.
Забавиште је радило у приватној кући која је узета под кирију и налазила се у улици Аврама Миловановића 3 (данас улица Лоле Рибара), преко пута основне школе „Смех и суза”. У оквиру куће су била и два стана које је користило забавиште, и то један за забавиљу у самој згради и један за послужитеља у дворишту. Зграда се налазила у дворишту са игралиштем  величине 8 ари. Настава се одржавала у једној учионици. 
У школској 1935/36. години, забавиште је пресељено у зграду Основне школе „Смех и суза” и користило једну учионицу за рад. Међутим, због премалог интересовања и уписа деце, у школској 1936/37. години, забавиште је престало са радом. Следећи податак о раду забавишта датира из 1940. године, а односи се на то да је у школској 1940/41. години, забавиште радило под покровитељством пододбора „Српска мајка”. Новоотворено забавиште је почело са радом у просторијама Дома Српска мајка. У току Другог светског рата, забавиште је радило све време, сем у првом полугодишту школске 1944/45. године. У послератном периоду забавиште је радило на територији општине Алексинац на више различитих локација и кроз више различитих облика окупљања деце.

## Данашња ПУ „Лане”
Данашња предшколска установа „Лане” је почела са радом 1. септембра 1978. године, као Комбинована установа за дневни боравак деце, у два објекта, један у Буцековој и други у Мишићевој улици. Објекат у Буцековој почиње рад са пет полудневних група, при чему сви запослени и деца прелазе из основне школе „Аца Милојевић“ у Дечју установу „Лане”. Објекат у Мишићевој улици почиње рад са пет целодневних група (јаслених и васпитних), где су трошкови боравка деце за целодневни боравак падали на терет Дечје заштите, а у трошковима исхране су учествовали родитељи. Први директор је била Љубинка Зуровац.
Од 1980. године, забавишне групе које су постојале на територији општине и припадале школама, припајају се ПУ „Лане”, а такође се отвара велики број група у сеоским насељима за рад са децом у четворочасовном трајању. Због повећања потреба за целодневним боравком деце, предшколска установа, почевши од средине деведесетих година 20. века, отвара све више јаслених и васпитних група за боравак деце, најпре у трајању од десет сати, а касније једанаест сати боравка.
Протеклих година установа се развијала и ширила, створена је таква мрежа објеката која омогућава да велики број деце буде обухваћен предшколским васпитањем и образовањем. Данас установа за обављање делатности користи 24 објекта, од тога 5 у граду и 19 на селу. 
Укупни број група у којима се обавља делатност у радној 2022/23. години је 49 (али варира сваке године), од тога 27 целодневних, 20 полудневних припремних предшколских и 2 мешовите групе на 4 сата. Све укупно у установи борави око 900 деце.

## Културне и јавне манифестације
Предшколска установа заузима веома важно место у нашој локалној заједници. Сходно томе предшколска установа учествује у свим значајним манифестацијама везаним за културне и образовне садржаје, било да су у организацији дугих значајних институција и установа или их покреће ПУ «Лане». Предшколска установа организује  или узима учешће у активностима  поводом обележавања важних друштвених и сезонских догађаја:
- Дечја недеља, обележава се сваке године прве недеље октобра, на нивоу града и  установе,
- Обележавање Дана установе и Крсна слава Вртића 24. мај – представљање установе локалној заједници и сарадницима из других предшколских установа из Србије
- Учешће у манифестацији на нивоу града - Дани Гордане Брајовић
- Учешће у активностима којима се обележава Дан општине – Ланетов фестивал игре
- Учешће у обележавању „Пекарских дана”, у организацији средње пољопривредне школе „Шуматовац”